# Zasłużony dla Warszawy
Zasłużony dla Warszawy – wyróżnienie wraz z odznaką (o nazwie „znaczek-wyróżnienie”), przyznawane w latach 1998–2014 osobom fizycznym oraz jednostkom organizacyjnym wyróżniającym się działalnością na rzecz Warszawy, w szczególności w sferze społecznej, naukowej i edukacyjnej. Wyróżnienie mogło być również przyznane z uwagi na indywidualne czyny ratujące życie i zdrowie ludzi.
Od 2017 wyróżnienie to kontynuowane jest pod nazwą Odznaka Honorowa Zasłużonego dla Warszawy.

## Charakterystyka
Po raz pierwszy wyróżnienie „Zasłużony dla Warszawy” zostało ustanowione uchwałą Nr LXV/526/98 Rady miasta stołecznego Warszawy z dnia 2 marca 1998 o ustanowieniu wyróżnienia "Zasłużony dla Warszawy". Po raz drugi – uchwałą nr V/60/2003 z dnia 16 stycznia 2003 o ustanowieniu wyróżnienia „Zasłużony dla Warszawy”. Po raz trzeci – uchwała nr XIII/433/2007 z dnia 12 lipca 2007 roku o ustanowieniu „Zasłużony dla Warszawy”.
Zasady przyznawania wyróżnienia „Zasłużony dla Warszawy” regulował § 6 Statutu m.st. Warszawy (uchwała nr XXII/743/2008 10 stycznia 2008) oraz czwarta uchwała ustanawiająca wyróżnienie – uchwała Rady m.st. Warszawy nr XXIX/892/2008 z dnia 17 kwietnia 2008 roku w sprawie ustanowienia wyróżnienia „Zasłużony dla Warszawy”. 
Wyróżnienie przyznawane było osobom fizycznym, obywatelom Polski i cudzoziemcom oraz jednostkom organizacyjnym wyróżniającym się działalnością na rzecz Miasta, w szczególności w sferze społecznej, naukowej i edukacyjnej. Mogło być również przyznane z uwagi na indywidualne czyny ratujące życie i zdrowie ludzi.
Odznaczenie „Zasłużony dla Warszawy” mogło być nadane tej samej osobie oraz jednostce organizacyjnej tylko raz. Z inicjatywą przyznania wyróżnienia mogli wystąpić: Przewodniczący Rady m.st. Warszawy, Wiceprzewodniczący Rady m.st. Warszawy, Prezydent m.st. Warszawy, komisja Rady Miasta, co najmniej 5 radnych lub rada dzielnicy.
Z inicjatywą przyznania odznaczenia mógł również wystąpić Przewodniczący Rady m.st. Warszawy na wniosek co najmniej 50 mieszkańców Warszawy, instytucji publicznych mających siedzibę w Warszawie, organizacji społecznych mających siedzibę w Warszawie oraz środków masowego przekazu.
Wyróżnienie przyznawała Kapituła, której członkami byli: Przewodniczący Rady Miasta, pełniący funkcję Kanclerza Kapituły, Wiceprzewodniczący Rady Miasta, Przewodniczący klubów, Przewodniczący komisji właściwej do spraw samorządowych.
Zasłużony otrzymywał odznakę i legitymację. Tryb przyznawania wyróżnienia określał regulamin. Wykonanie uchwały powierzone było Przewodniczącemu Rady oraz Prezydentowi m.st. Warszawy.
Wskutek wprowadzenia nowego statutu miejskiego w 2014, powołująca się na stary statut uchwała o odznace straciła moc prawną i dalszych nadań zaprzestano.

## Wygląd
Odznaka była dwuczęściowa i składała się z krzyża oraz zawieszki, która z krzyżem była połączona kółkiem. Krzyż bity był dwustronnie o średnicy 45 mm, a jego miniatura miała średnicę 23 mm. Jego awers był zbudowany na planie krzyża maltańskiego. Między jego ramionami występowały stylizowane kolumny jońskie, stanowiące typowy element architektoniczny miasta. Ramiona krzyża, jak i kolumny pokryte były białą emalią. Środkową część awersu stanowiła nakładka przedstawiająca ukoronowany herb Warszawy. Korona i Syrena były formami plastycznymi – wypukłymi. Pole herbu było pokryte czerwoną emalią. Konstrukcja krzyża i nakładki były złocone, a nakładka lutowana do krzyża. Rewers był płaskim odwrotnym kształtem krzyża i głowic kolumn. Na jego tle w płaskim menisku wygrawerowany był napis „Zasłużony dla Warszawy”. Wyrazy „Zasłużony” i „Warszawy” były wygrawerowane w otoku, natomiast wyraz „dla” w centralnej jego części. Zawieszka miała kształt prostokątny o przekroju wzdłużnym soczewkowym wypukłym. Była złocona z falującą dwubarwną flagą żółto-czerwoną. Mocowana była do klapy ubioru za pomocą agrafki. Całość wykonywana była ze złoconego mosiądzu.

## Odznaczeni
Po raz pierwszy zostało nadane 9 kwietnia 1999. Do 6 listopada 2014 nadano 1954 wyróżnienia. 